# Dolores Ibárruri
Isidora Dolores Ibárruri Gómez, conhecida como La Pasionaria (Gallarta, 9 de dezembro de 1895 – Madrid, 12 de novembro de 1989) foi uma política e líder revolucionária comunista espanhola de origem basca.

## Biografia
Aos 21 anos de idade casou-se com Julián Ruiz, mesmo com a oposição de seus pais, que desaprovavam as ideias socialistas do futuro genro e, no mesmo ano, nasce sua primeira filha, Esther, que morre muito pequena. No mesmo ano começa sua militância comunista. Em 1918 escreve seu primeiro artigo assinando sob o pseudónimo de La Pasionaria (a "flor-da-paixão", ou Passiflora incarnata), que a acompanharia a vida toda.

### Anos 1920
Em 15 de abril de 1920 filia-se no Partido Comunista Espanhol e depois no seu sucessor, o Partido Comunista de Espanha, no qual ficaria por toda a sua vida, e o qual presidiria a partir de 1960.
Em 1920 nasce seu filho Rubén, e em 1923 dá à luz trigémeas, das quais apenas uma sobrevive, Amaya. Alguns anos depois separa-se de seu marido, um marido e pai ausente pela sua militância no Partido Comunista, do qual era um dos principais dirigentes.

### Anos 1930
Celebrizou-se durante a Guerra Civil Espanhola (1936-1939), ao instigar os republicanos contra as tropas do general Franco com a frase: «¡Para vivir de rodillas, es mejor morir de pié!» e «¡No pasarán!»"Para viver de joelhos, é melhor morrer de pé!" e "Não passarão!".

### Anos 1970
Após a vitória de Franco em 1939, exilou-se na URSS, tendo regressado a Espanha em 1977, após a morte do Generalíssimo. Foi eleita deputada ao Congresso dos Deputados, a câmara baixa das Cortes Gerais, e permanece líder honorária do Partido Comunista de Espanha até à sua morte, em 1989.
A sua morte em 1989 coincide com o ano em que caiu o Muro de Berlim.

## Citações
A frase  «¡Para vivir de rodillas, es mejor morir de pié!» é atribuída originalmente a Emiliano Zapata. Já o famoso ¡No pasarán! é atribuído a um subordinado do marechal Philippe Pétain. É de autoria da Pasionaria a frase: “Más vale matar a cien inocentes que dejar escapar a un solo culpable”.
Já antes da Pasionaria dizer a frase sobre morrer de pé, perante ela mesmo, José Calvo Sotelo havia proferido "Es preferible morir con gloria a vivir con vilipendio".